# Roberto Vieira Portugal
Roberto Gamaniel Vieira Portugal (Callao, 8 de marzo de 1971) es un político peruano,  congresista desde julio de 2016 y miembro titular de la comisión de fiscalización del congreso peruano para el periodo anual de sesiones 2018-2019.

## Biografía
Roberto Vieira es el menor de seis hermanos y fue alumno marista. Cursó estudios de administración de empresas así como de publicidad. Al igual que su padre, Antonio Vieira, obtuvo su licencia de armador pesquero en 1999.

## Carrera política
En 2002 pasó a integrar el movimiento Sí cumple, anteriormente denominado Vamos Vecino (del fujimorismo) y se convirtió en el secretario nacional de los «jóvenes fujimoristas» en 2004.
En el 2009 fue dirigente del partido político Fuerza 2011, participando activamente en su constitución. Dicho partido lanzó por primera vez la candidatura presidencial de Keiko Fujimori. A fines del 2011, se alejó de la agrupación fujimorista para enfocar sus actividades políticas a la defensa del mar y al desarrollo de la pesca.
En el 2012, junto con otras personas fundó el partido político Vamos Perú. En el 2013 impulsó una plataforma de lucha y defensa por la pesca denominado Frente Nacional, siendo elegido presidente. A raíz de sus intervenciones y denuncias desde el Frente Nacional en 2016 fue invitado a postularse como congresista en las filas de Peruanos Por el Kambio, liderado por Pedro Pablo Kuczynski. Con apoyo del sector pesquero, Vieira obtuvo 30 389 votos preferenciales y ganó la curul representando a Lima. En esas elecciones, Kuczynski derrotó en segunda vuelta electoral a la candidata presidencial Keiko Fujimori de Fuerza Popular, y por tanto Vieira se vio convertido en congresista oficialista, juramentando el día 22 de julio de 2016.
Pese a pertenecer a la bancada de PpK, desde temprano se declaró «fujimorista de corazón» y se pronunció públicamente en diversos medios de comunicación a favor del indulto del expresidente Alberto Fujimori. A raíz de ello tuvo continuos roces con sus colegas de bancada Carlos Bruce y Juan Sheput, a quienes criticó con duros términos y acusó a la bancada de estar sometida a una "dictadura gay", fue separado de la bancada de PpK, por faltar a los principios de ética interna (14 de noviembre de 2016).

## Actividades como congresista
En el 2017, y ya como congresista independiente o no agrupado, Vieira presentó un proyecto de ley para otorgar el beneficio de arresto domiciliario a personas mayores de 75 años de edad, que hayan cumplido un tercio de su condena y que presenten una enfermedad degenerativa o de alto riesgo para su vida. A pesar de que este proyecto de ley beneficiaba a cerca de 800 ancianos en calidad de recluidos, Vieira reconoció que también había pensado en el expresidente Alberto Fujimori, quien sería uno de los beneficiarios.
El proyecto de ley generó una gran polémica a nivel nacional e internacional y fue archivado, prematuramente, por la propia mayoría fujimorista, en una sesión de la Comisión de Justicia.
El 29 de julio de 2017 Kuczynski le pidió que regresara a la bancada oficialista. Vieira agradeció el gesto y le manifestó que tenía su apoyo pero se iba mantener como independiente, situación que reafirmó, luego que el Tribunal Constitucional dejara sin efecto la ley que impedía a congresistas adherirse o conformar nuevas bancadas parlamentarias.
Tras la disolución del Congreso decretado por el presidente Vizcarra su cargo congresal llegó a su fin el 30 de septiembre de 2019.

## Acusación de tráfico de influencias
El 17 de marzo de 2019, el programa de televisión Panorama difundió unos audios en el que se oye a Roberto Vieira solicitando a su primo hermano, el empresario pesquero Guillermo Venegas Vieira, la cantidad de US$ 25.000 (que luego bajó a US$ 15.000), para dejar sin efecto una sanción que el Ministerio de la Producción le había puesto a su embarcación dedicada a la pesca de bacalao. En los audios, Vieira da a entender que tiene influencias en el ministerio y que se reuniría con la ministra Rocío Barrios para interceder a favor de su primo, prometiéndole levantar la sanción en solo dos días. Dichos audios fueron grabados por el mismo Guillermo Venegas, en una reunión que tuvo con Vieira el domingo 10 de marzo de 2019, en los que también mencionan a otro primo de Vieira, Roberto Vieira Diestro, también empresario y socio de Venegas, residente en Estados Unidos, quien sería el que pondría el monto. En su defensa, Roberto Vieira dijo que el dinero que había pedido a su primo no era para él, sino para contratar a un abogado, amigo suyo, especialista en derecho pesquero, quien sería el que ayudaría en la apelación. Tras la disolución del Congreso el 30 de septiembre de 2019, Vieira intentó viajar a Miami, pero al usar su pasaporte diplomático las autoridades no lo reconocieron con dicha facultad (su cargo congresal había sido disuelto) por que tenía que obtener un pasaporte común, lo cual no pudo realizar al tener pendientes multas electorales. Dos días después volvió a intentarlo, pero un juez le había interpuesto una orden de impedimento de salida del país el día anterior.